# Erwin Vosseler
Erwin Vosseler (* 21. März 1913; † unbekannt) war ein deutscher Fußballspieler. 

## Karriere
Erwin Vosseler spielte 14 Jahre lang Erstligafußball für die Stuttgarter Kickers. Sein Debüt gab er am 3. Dezember 1933 beim 5:1-Heimsieg gegen den 1. FC 08 Birkenfeld. Mit den Kickers erreichte Vosseler in den Saisons 1935/36 und 1938/39 die Endrunde um die Deutsche Fußballmeisterschaft, nachdem er zuvor jeweils die Meisterschaft in der Gauliga Württemberg gewonnen hatte. In den Endrunden kam er 1936 gegen den 1. FC Nürnberg und Wormatia Worms zu drei, im Jahr 1939 gegen SK Admira Wien, VfR Mannheim SV Dessau 05 zu sechs weiteren Einsätzen in den Gruppenspielen. Punktgleich mit jeweils 7:5 Zählern belegte Vosseler 1939 mit den Kickers hinter Admira Wien den zweiten Rang.
Nach Ende des Zweiten Weltkriegs kam er in der neu gegründeten Fußball-Oberliga Süd in den ersten zwei Runden 1945/46 und 1946/47 an der Seite von Mitspielern wie Helmut Jahn, Albert Sing, Reinhard Schaletzki, Edmund Conen und Siegfried Kronenbitter zu 24 Ligaeinsätzen.
Von Beruf war der Abwehrspieler Maler.